# Fatma Şekerci
Fatma Şekerci, panieńskie Yıldırım (ur. 3 stycznia 1990 w Stambule) – turecka siatkarka, reprezentantka kraju, grająca na pozycji przyjmującej. 
Od 28 sierpnia 2021 roku jej mężem jest Selçuk Şekerci.

## Sukcesy klubowe
Puchar Challenge:
- 2017
- 2018

Liga turecka:
- 2019, 2022[3]

Superpuchar Turcji:
- 2020

Puchar CEV:
- 2022[4]

## Sukcesy reprezentacyjne
Mistrzostwa Świata Kadetek:
- 2007

Liga Europejska:
- 2015[5]

Volley Masters Montreux:
- 2016[6]

Mistrzostwa Europy:
- 2019